# 10004 Igormakarov
10004 Igormakarov è un asteroide della fascia principale. Scoperto nel 1975, presenta un'orbita caratterizzata da un semiasse maggiore pari a 3,1144384 au e da un'eccentricità di 0,1754975, inclinata di 16,78857° rispetto all'eclittica.
L'asteroide è dedicato a Igor' Michajlovič Makarov, segretario capo dell'Accademia russa delle scienze fra il 1988 e il 1996.